# Azy-le-Vif
Azy-le-Vif är en kommun i departementet Nièvre i regionen Bourgogne-Franche-Comté i de centrala delarna av Frankrike. Kommunen ligger i kantonen Saint-Pierre-le-Moûtier som tillhör arrondissementet Nevers. År 2022 hade Azy-le-Vif 195 invånare.

## Befolkningsutveckling
Antalet invånare i kommunen Azy-le-Vif
| Referens: INSEE |